# Mariana Mazzucato

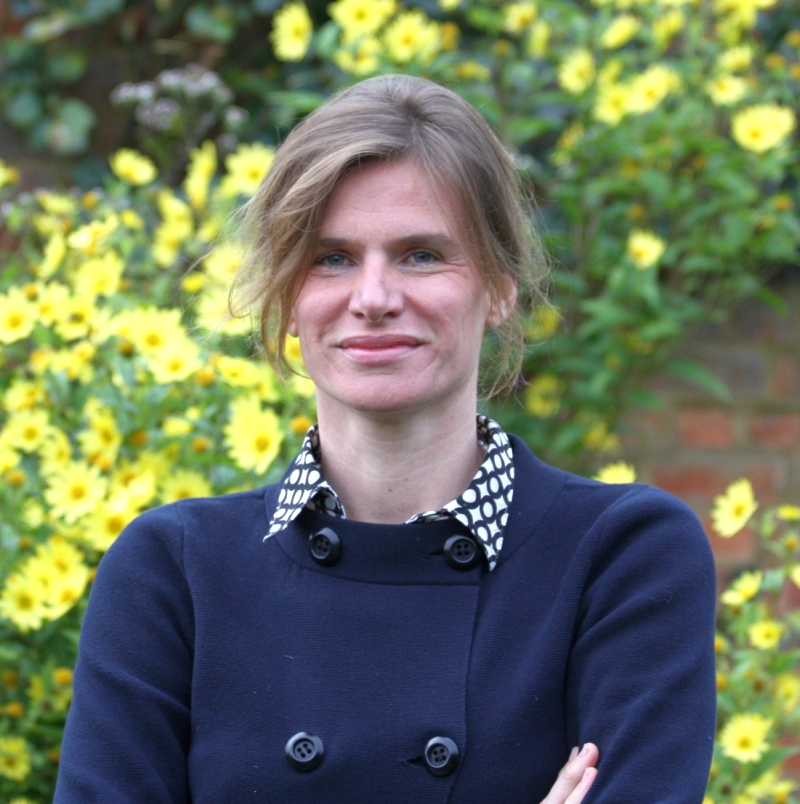
Mariana Mazzucato (2010)

Mariana Mazzucato (* 16. Juni 1968 in Rom) ist eine italienisch/US-amerikanische Wirtschaftswissenschaftlerin. Seit 2017 ist sie Professorin für Economics of Innovation and Public Value am University College London. Dort ist sie auch die Gründerin und Direktorin des Institute for Innovation and Public Purpose (IIPP). Sie ist Autorin der Studie über den Staat als Unternehmer The Entrepreneurial State: Debunking Public vs. Private Sector Myths.

## Leben
Mariana Mazzucatos Eltern Alessandra und Ernesto zogen mit ihren drei Kindern Valentina, Mariana und Jacopo 1972 von Italien nach Princeton (New Jersey). Ihr Vater hatte eine Stelle als Physiker im Princeton Plasma Physics Laboratory erhalten. Mariana Mazzucato wuchs in den Vereinigten Staaten auf und kehrte erst 2000 nach Europa zurück.
1990 erwarb Mazzucato an der Tufts University einen Bachelor of Arts in Geschichte und Internationale Beziehungen. Anschließend studierte sie Volkswirtschaftslehre an der New School for Social Research. 1994 erwarb sie ihren Masterabschluss, 1999 einen PhD.
Bereits 1997 wurde sie an der University of Denver Assistant Professor für Wirtschaftswissenschaften. 1998/99 war sie als Post Doc Marie Curie Research Fellow an der London Business School, wo sie bei Paul Geroski forschte und veröffentlichte. 2000 wurde sie Lecturer an der Open University und 2004 ordentliche Professorin. Von 2007 bis 2009 war sie Gastprofessorin an der Wirtschaftsuniversität Luigi Bocconi in Mailand. Zwischen 2011 und 2017 war sie RM-Phillips-Professorin für Innovationsökonomie an der University of Sussex (Science Policy Research Unit).
Mariana Mazzucato ist mit dem italienischen Filmproduzenten Carlo Cresto-Dina verheiratet und Mutter von vier Kindern.
Seit Januar 2025 ist Mariana Mazzucato Kolumnistin beim deutschen Wirtschaftsmagazin Surplus und schreibt die Kolumne "Die sichtbare Hand".

## Forschung
Mariana Mazzucato forscht vor allem zu der Frage, wie Innovation entsteht und welche Akteure daran in welcher Form beteiligt sind. Bekannt wurde die Ökonomin durch ihr Buch Das Kapital des Staates. Eine andere Geschichte von Innovation und Wachstum. Darin widerspricht sie der These, dass nur der private Sektor Innovationen vorantreibe und der Staat träge sei und kein Innovationspotenzial besitze. Anhand der Entstehungsgeschichte bedeutender technischer Innovationen wie dem Internet, GPS oder Mikroprozessoren argumentiert sie, dass es vor allem staatliches Kapital war, das die Entwicklung dieser Technologien vorangetrieben hat.
Den Grund hierfür sieht sie im kurzfristigen Profitinteresse von Wagniskapital. Große Innovationen wie das Internet oder die Entwicklung der Mikroprozessoren waren mit großem Risiko behaftet und brauchten Jahrzehnte, um Profite zu erwirtschaften. Venture-Investoren sind aber kaum bereit, mehr als fünf Jahre auf Profite zu warten. Auf Grund des hohen Risikos und der langen Forschungszeiten muss der Staat bei der Entwicklung großer Innovationen die Finanzierung übernehmen.
Mazzucato behandelt die Problematik, dass der Staat die Kosten und das Risiko großer Innovationen übernimmt, private Unternehmen aber den Gewinn einnehmen. Dadurch werde die Innovationsfähigkeit des Staates gehemmt. Mazzucato fürchtet, dass dadurch nicht die notwendige Innovationskraft zur Verfügung stehe, um Herausforderungen wie die Klimakrise zu bewältigen.
Der Begriff Missionsorientierung geht auf Mariana Mazzucato zurück, der in der Zukunftsstrategie Forschung und Innovation der Deutschen Bundesregierung dafür steht, dass die Forschungs- und Innovationspolitik auf die großen gesellschaftlichen Herausforderungen ausgerichtet wird.

## Ehrungen
2018 wurde Mariana Mazzucato der Leontief-Preis zugesprochen, 2019 der alternative Not the Nobel Prize. 2021 wurde sie mit dem Adam-Smith-Preis für marktwirtschaftliche Umweltpolitik geehrt. 2022 ernannte Papst Franziskus Mariana Mazzucato zum ordentlichen Mitglied der Päpstlichen Akademie für das Leben.

## Veröffentlichungen
Monographien
- Mariana Mazzucato, Rosie H. Collington: The Big Con. How the Consulting Industry Weakens our Businesses, Infantilizes our Governments and Hijacks our Economies
  - Mariana Mazzucato, Rosie H. Collington: Die große Consulting-Show : Wie die Beratungsbranche unsere Unternehmen schwächt, den Staat unterwandert und die Wirtschaft vereinnahmt. Ursel Schäfer, Enrico Heinemann (Übersetzung). Frankfurt : Campus, 2023
- Mission Economy. A Moonshot Guide to Changing Capitalism. Allen Lane, London 2021, ISBN 978-0-241-41973-1.
  - Übers. Bernhard Schmid: Mission. Auf dem Weg zu einer neuen Wirtschaft. Campus Verlag, Frankfurt 2021, ISBN 978-3-593-51274-7.
- The Value of Everything: Making and Taking in the Global Economy Penguin, London 2018, ISBN 978-0-14-198076-8.
  - Übers. Bernhard Schmid: Wie kommt der Wert in die Welt? Von Schöpfern und Abschöpfern. Campus Verlag, Frankfurt 2019, ISBN 978-3-593-50998-3.
- The Entrepreneurial State: debunking public vs. private sector myths. Anthem Press, London 2013, ISBN 978-0-85728-252-1.
  - Übers. Ursel Schäfer: Das Kapital des Staates: Eine andere Geschichte von Innovation und Wachstum. Kunstmann, München 2014, ISBN 978-3-95614-000-6 (Neuauflage Frankfurt, Campus Verlag 2023, ISBN 978-3-593-51687-5).
- The Entrepreneurial State. Demos, London 2011, ISBN 978-1-906693-73-2.
- mit J. Lowe, A. Shipman und A. Trigg: Personal Investment: Financial Planning in an Uncertain World. Palgrave Macmillan, Basingstoke 2010, ISBN 978-0-230-24660-7.
- mit G. Dosi (Hrsg.): Knowledge Accumulation and Industry Evolution: Pharma-Biotech. Cambridge University Press, Cambridge 2006, ISBN 0-521-85822-4.
- als Hrsg.: Strategy for Business, A Reader. Sage Publications, London 2002, ISBN 0-7619-7413-X.
- Firm Size, Innovation and Market Structure: The Evolution of Market Concentration and Instability. Edward Elgar, Northampton 2000, ISBN 1-84064-346-3.

Artikel
- mit S. Parris: Heterogeneity, R&D and growth: a quantile regression approach. In: Small Business Economics Journal. 43(1), 2014. doi:10.1007/s11187-014-9583-3
- Debunking the market mechanism: a response to John Kay. In: Political Quarterly. 84 (4), 2013, S. 444–447.
- Costruire lo Stato innovatore: un nuovo quadro per la previsione e la valutazione di politiche economiche che creano (non solo aggiustano) il mercato. In: Economia & Lavoro. 3, Sept-Dec 2014. (Special Issue on The Entrepreneurial State: A DISCUSSION (Lo Stato innovatore: una discussione))
- mit A. Shipman: Accounting for productive investment and value creation. In: Industrial and Corporate Change. 23(1), 2014, S. 1–27.
- mit W. Lazonick und O. Tulum: Apple's Changing Business Model: What Should the World's Richest Company Do with All Those Profits? In: Accounting Forum. 37, 2013, S. 249–267.
- Finance, innovation and growth: finance for creative destruction vs. destructive creation. In: Industrial and Corporate Change. 22(4), 2013, S. 869–901. (special issue)
- mit W. Lazonick: The risk-reward nexus in the innovation-inequality relationship: Who takes the risks? Who gets the rewards? In: Industrial and Corporate Change. 22(4), 2013, S. 1093–1128. (special issue)
- mit M. Tancioni: R&D, Patents and Stock Return Volatility. In: Journal of Evolutionary Economics. Vol. 22 (4), 2012, S. 811–832.
- mit P. Demirel: Innovation and Firm Growth: Is R&D Worth It? In: Industry and Innovation. Vol. 19, (2), 2012.
- mit P. Demirel: The Evolution of Firm Growth Dynamics in the US Pharmaceutical Industry. In: Regional Studies. Vol. 44 (8), 2010, S. 1053–1066.
- mit M. Tancioni: Idiosyncratic Risk and Innovation: A Firm and Industry Level Analysis. In: Industrial and Corporate Change. Vol. 17 (4), 2008, S. 779–811.
- Innovation and Stock Prices. In: Revue de L’Observatoire Francais de Conjonctures Economiques. Juni 2006. (Special Issue on Industrial Dynamics, Productivity and Growth)
- mit M. Tancioni: Indices that Capture Creative Destruction: Questions and Implications. In: Revue d’Economie Industrielle. 110 (2nd tr.), 2005, S. 199–218.
- Risk, Variety and Volatility: Innovation, Growth and Stock Prices in Old and New Industries. In: Journal of Evolutionary Economics. Vol. 13 (5), 2003, S. 491–512.
- mit P. Geroski: Learning and the Sources of Corporate Growth. In: Industrial and Corporate Change. Vol. 11 (4), 2002, S. 623–644.
- The PC Industry: New Economy or Early Life-Cycle. In: Review of Economic Dynamics. Vol. 5 (2), 2002, S. 318–345.
- mit P. Geroski: Myopic Selection and the Learning Curve. In: Metroeconomica. Vol. 53 (2), 2002, S. 181–199.
- mit W. Semmler: The Determinants of Stock Price Volatility: An Industry Study. In: Nonlinear Dynamics, Psychology, and Life Sciences. Vol. 6 (2), 2002, S. 230–253.
- mit P. Geroski: Modelling the Dynamics of Industry Populations. In: International Journal of Industrial Organization. Vol. 19 (7), 2002, S. 1003–1022.
- Firm Size, Innovation, and Market Share Instability: the Role of Negative Feedback and Idiosyncratic Events. In: Advances in Complex Systems. Vol. 3 (1–4), 2000, S. 417–431.
- mit W. Semmler: Stock Market Volatility and Market Share Instability during the US Automobile Industry Life-Cycle. In: Journal of Evolutionary Economics. Vol. 9 (1), 1999, S. 67–96.
- A Computational Model of Economies of Scale and Market Share Instability. In: Structural Change and Economic Dynamics. Vol. 9 (1), 1998, S. 55–83.